# رضاصادقیان
رضاصادقیان یک منطقهٔ مسکونی در ایران است که در دهستان جرقویه سفلی واقع شده‌است.